# 横隔膜
横隔膜（おうかくまく、横膈膜、英語: thoracic diaphragm）は、肺呼吸に関わる筋肉の1つである。哺乳類にのみ存在する。

## 解剖と生理

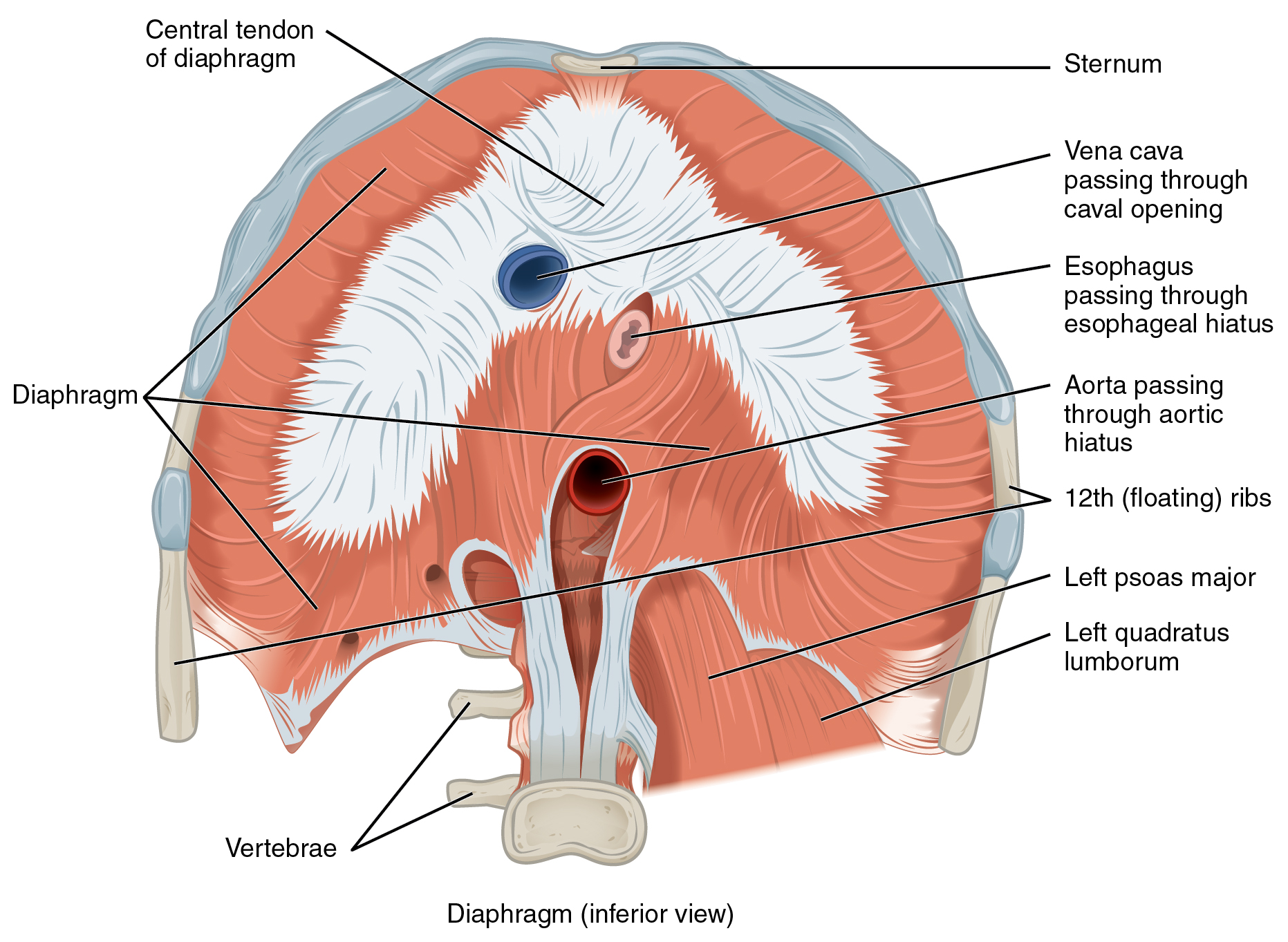
横隔膜の断面図

哺乳類の胸腔と腹腔の境界にある板状の筋肉であり、胸郭下口の周りから起こり、血管、食道が横隔膜を貫くための3孔（大動脈裂孔・食道裂孔・大静脈孔）がある。横隔膜の上には両側の肺および縦隔が乗っており、右側の下には肝臓が、左側の下には胃が接している。
起始部は腰椎部・胸骨部・肋骨部の3部からなり、ドーム状（円蓋状）に胸腔に盛集する。
停止部は横隔膜中央部の腱膜（腱中心）。
横隔膜が収縮すると円蓋が下がり、胸腔が拡張し、胸腔内圧が低下し、肺が拡張し吸気される。そして、横隔膜が弛緩することによって肺が収縮し、息が吐き出される。すなわち、腹式呼吸が行われる。
支配神経は第4頸神経からの横隔神経である。横隔膜は骨格筋かつ随意筋であり、肺呼吸の頻度をある程度ながら意図的に制御できる。しかし、睡眠中は脳幹からの信号により自動的に運動することで、睡眠中の肺呼吸を助ける。なお、この運動は、意識不明に陥っても行われることがある。
また、横隔膜は腹直筋、骨盤底筋などの腹部骨格筋と共に腹圧の形成に寄与し、哺乳類で発達した排便や出産で重要な役割を演じている。

## 疾患
横隔膜の一部が破綻し、腹部臓器が胸腔内に迷入してヘルニアを形成することがある。特に食道裂孔から胃が滑脱する病態は頻度が高く、食道裂孔ヘルニアと呼ばれる。
子宮内膜症が横隔膜に起きた場合、月経期になると横隔膜が穿通して腹腔と胸腔が交通してしまい、気胸をきたすことがある。
上記の疾患や妊娠、胆嚢疾患が原因で横隔膜に痛みを感じることがある。
横隔膜の痙攣で起こる現象が吃逆（しゃっくり）だと考えられている。

## 食肉
ウシの横隔膜 (Beef plate)は食材として用いられ、腹側の肋骨に接する部分をハラミ（アウトサイドスカート Skirt steak）、背側の腰椎に接する部分をサガリ（ハンギングテンダー Hanging tender steak）と言う。